# مبادرة المعايير الحكومية للأساس المشترك
مبادرة المعايير الحكومية للأساس المشترك هي مبادرة تعليمية أمريكية تهدف إلى الموائمة بين المناهج الحكومية المتنوعة مع بعضها البعض من خلال المبادئ التالية الخاصة بالإصلاح التعليمي القائم على المعايير. وترعى هذه المبادرة جمعية المحافظين الوطنية (NGA) ومجلس موظفي المدارس الحكومية الرئيسية (CCSSO). خلال العشرين عامًا الماضية كانت تسمى هذه المبادرة في الولايات المتحدة الأمريكية «بحركة المسئولية،» لأن الولايات كانت تجري اختبارات إلزامية لتحصيل الطالب وكان من المتوقع أن تظهر أساسًا مشتركًا للمعرفة التي يجب أن تتوافر لدى جميع المواطنين ليكونوا ناجحين في هذه البلد. وكجزء من حركة الإصلاح التعليمي المتدرج، أسس المحافظون ورؤساء الشركات شركة آتشيف (Achieve) في عام 1996 كمنظمة غير متحيزة لزيادة المعايير الأكاديمية ومتطلبات التخرج وتحسين التقييمات وتقوية المسئولية في الخمسين ولاية بأكملها. وقد كان التحفيز الأولي لتطوير الأساس المشترك للمعايير الحكومية جزءًا من مشروع الدبلومة الأمريكية (ADP).
جاء في تقرير يحمل اسم «مستعد أم لا: Creating a High School Diploma That Counts» من عام 2004 الذي اكتشف أن أصحاب العمل والكليات تحتاج إلى مزيد من خريجي المدارس الثانوية أكثر مما كان في الماضي. وطبقًا لشركة آتشيف فإن "التوقعات الحالية للمدارس الثانوية قد شرعت بشكل جيد في تلبية طلبات [صاحب العمل والكلية] إلى حد بعيد.” ويوضح التقرير أن المشكلة الرئيسية التي تواجه نظام المدارس الأمريكية في الوقت الحالي هي أن خريجي المدارس الثانوية لم يزودوا بالمهارات والمعرفة التي يحتاجون إليها لتحقيق النجاح. " بينما لا يزال الطلاب وأولياء أمورهم
يعتقدون أن الدبلومة تعكس الإعداد المناسب للاحتياجات الفكرية لحياة البالغين وفي الواقع أنها تأتي دون مستوى هدف التفكير السليم إلى حد بعيد." (الصفحة رقم 1). ويستمر التقرير في بيان أن الدبلومة نفسها تفتقر إلى قيمتها لأن الخريجين لا يستطيعون المنافسة بعد تخرجهم من المدرسة العليا بشكل ناجح، وأن الحل لهذه المشكلة هو إيجاد إطار عام من المعايير الصارمة.
وقد أُعلن في 1 يونيو عام 2009 على الموقع الإلكتروني، أن الهدف المعلن للمبادرة هو تقديم فهم واضح ومتناسق لما هو متوقع أن يتعلمه الطلاب. لذا فإن المعلمين وأولياء الأمور يعلمون أنهم بحاجة لفعل ذلك ليساعدوهم " إضافة إلى أن "المعايير مصممة لتكون قوية ومرتبطة بالعالم الواقعي، مما يعكس الأفكار والمهارات التي يحتاج إليها شبابنا لتحقيق النجاح في كلياتهم ومهنهم، والذي يضع الطلاب الأمريكيين في مركز يجعلهم ينافسوا على مستوى الاقتصاد العالمي  وقد أصبحت خمس وثلاثون ولاية من إجمالي خمسين ولاية أمريكية أعضاءً في هذه المبادرة، وبالنسبة لولاية تكساس وفيرجينيا وألاسكا ونيبراسكا لم يتبنوا المبادرة على مستوى الولاية  وبالنسبة لولاية مينيسوتا طبقت معايير آداب اللغة الإنجليزية ولم تتبنَ معايير الرياضيات 
وصدرت معايير الرياضيات وآداب اللغة الإنجليزية في 2 يوينو 2010 وتبنت غالبية الولايات المعايير في الشهور التالية لذلك التاريخ. (انظر أسفل للوضع الحالي). وقد مُنحت الولايات حافزًا لتبني المعايير الأساسية المشتركة من خلال المنح الفيدرالية التنافسية في السباق نحو القمة وقد أعلن الرئيس أوباما ووزير التعليم آرن دنكن (Arne Duncan) انطلاق مسابقة للمنح التنافسية الكبرى في 24 يوليو 2009 كمحفز للإصلاح التعليمي. وحتى يكون الأمر مرغوبًا فيه، كان يجب على الولايات أن تتبنى«التقييمات والمعايير القياسية الدولية التي تُعد الطلاب للنجاح في الكلية ومكان العمل.» والمقصود من هذا الأمر هو أن تكون الولاية مؤهلة لهذه المنح، وكان لزامًا على الولايات أن تتبنى المعايير الحكومية الأساسية المشتركة أو المناهج المشابهة الخاصة بالاستعداد للوظيفة والكلية. وقد أعطت المنافسة على هذه المنح دفعة كبيرة للولايات لتتبنى هذه المعايير. تنحصر جميع التواريخ التي اختارت فيها هذه الولايات تبني مبادرة المعايير الحكومية الأساسية المشتركة في غضون عامين بعد تاريخ هذا الإعلان. وتمول هذه المعايير المشتركة من قبل المحافظين ورؤساء المدارس الحكومية، مع دعم إضافي من قبل مؤسسة بيل ومليندا غيتس ومؤسسة تشارلز ستيوارت موت وآخرين. وتعتزم الولايات تبني هذه المبادرة مع حلول عام 2015 من خلال اعتماد على الأقل 85% من منهج الولاية في هذه المعايير.

## المعايير
في عام 2010 صدرت معايير آداب اللغة الإنجليزية والرياضيات. ولم تُطور المعايير الخاصة بالعلوم والدراسات الاجتماعية حتى تاريخه.

### آداب اللغة الإنجليزية ومعرفة القراءة والكتابة في التاريخ والدراسات الاجتماعية والعلوم والمواد الفنية
والهدف المحدد لآداب اللغة الإنجليزية ومعرفة القراءة والكتابة في التاريخ والدراسات الاجتماعية والعلوم ومعايير المواد الدراسية الفنية هو التأكد من أن الطلاب مزودون في الكلية والعمل بالمهارات التي تخص معرفة القراءة والكتابة فيما لا يتجاوز نهاية المرحلة الثانوية (صفحة رقم 3). هناك خمسة مكونات أساسية لمعايير آداب اللغة الإنجليزية: القراءة والكتابة والتحدث والاستماع واللغة ووسائل الإعلام والتكنولوجيا.  المقومات الأساسية وتصنيف كل نقطة من هذه النقاط الأساسية في المعايير تكون على النحو التالي:
القراءة
- نظرًا لتقدم مستوى الطلاب خلال كل فصل دراسي، يوجد مستوى متزايد من الصعوبة بالنسبة لما هو متوقع من الطلاب أن يقرءوه ويوجد تطور تدريجي لفهم القراءة لذا فإن الطلاب من الممكن أن يحصّلوا أكثر مما يقرءوه.[16]
- لا توجد قائمة قراءة ترفق مع معايير القراءة. ولكن بدلاً عن ذلك، من المتوقع من الطلاب أن يقرءوا ببساطة مجموعة من الأدب الكلاسيكي والمعاصر والنصوص الصعبة الغنية بالمعلومات من مجموعة من المواضيع. لذا فإن الطلاب من الممكن أن يكتسبوا معرفة وأفكارًا جديدة ويدرسوا وجهات النظر المختلفة أثناء القراءة. ومن المتوقع أن يتخذ المعلمون ودائرة المدارس والولايات قرارًا بشأن المناهج الدراسية المناسبة، لكن يتم تضمين عينة من النصوص لمساعدة المعلمين والطلاب وأولياء الأمور للاستعداد للسنة القادمة.[16]
- يوجد بعض المحتوى المهم لجميع الطلاب وأساطير وقصص كلاسيكية من جميع أنحاء العالم والوثائق المؤسسية الأمريكية والأعمال المؤثرة في الأدب الأمريكي وكتابات شكسبير ولكن البقية تُترك للولايات والمقاطعات.[16]

الكتابة
- القوة المحركة لمعايير الكتابة هي النقاشات المنطقية التي تعتمد على دعاوى واستنتاج قوي وأدلة دامغة. وتتضمن الكتابة أيضًا كتابة الرأي حتى ضمن معايير كيه-5.[16]
- وباختصار، فإن مشاريع البحث المركزة المشابهة لنوعية مشاريع الطلاب سوف يواجهونها في أعمالهم وعلى المدى الطويل، وتعتبر البحوث المتعمقة جزءًا آخر مهم من معايير الكتابة. وذلك لأن التحليل الكتابي وتقديم حقائق مهمة أمر من الأهمية بمكان للاستعداد للوظيفة والكلية.[16]
- وتتضمن المعايير نماذج مشروحة لكتابات الطالب للمساعدة في تحديد مستويات الأداء في المناقشات الكتابية والنصوص التفسيرية والقصص خلال الصفوف الدراسية.[16]

التحدث والاستماع
- على الرغم من أن القراءة والكتابة هي المكونات المتوقعة للمناهج الدراسية الخاصية بـأكاديمية اللغة الإنجليزية (ELA)، المعايير المكتوبة لكي يحصل الطلاب ويقيموا ويقدموا معلومات معقدة وأفكار وأدلة على وجه الخصوص خلال الاستماع والتحدث.[16]
- يوجد تأكيد على النقاش الأكاديمي بين الفردين والمجموعة الصغيرة وإطارات المجموعة بالكامل والتي يمكن أن تحدث كعروض رسمية ومناقشات رسمية أثناء تعاون الطلاب.[16]

اللغة
- يحدث تهذيب المفردات في المعايير من خلال مجموعة من المحادثات والتوجيه المباشر والقراءة لذا يستطيع الطلاب تحديد معاني الكلمات وتوسيع استخداماتهم للكلمات والعبارات.[16]
- تتوقع المعايير أن يستخدم الطلاب اللغة الإنجليزية الرسمية في كتاباتهم وحديثهم لكن تقر أيضًا بأن الكليات والمهن في القرن الواحد والعشرين تحتاج إلى طلاب يتخذوا قرارات حكيمة ومتخصصة بشأن التعبير عن أنفسهم من خلال اللغة في مجموعة مختلفة من السياقات.[16]
- المفردات والمصطلحات هي معيارهم الخاص لأن هذه المهارات تتسع من خلال القراءة والكتابة والتحدث والاستماع.[16]

وسائل الإعلام والتكنولوجيا
- منذ اقتران وسائل الإعلام والتكنولوجيا بحياة كل طالب وفي المدرسة في القرن الحادي والعشرين، أصبحت المهارات المتعلقة بالاستخدام الإعلامي التي تتضمن تحليل وتقديم أشكال مختلفة لوسائل الإعلام، متضمنة أيضًا في هذه المعايير.[16]

ومن بين الأعمال الأولية "example" التي يجب أن يدرسها الطلاب أعمال أوفيد (Ovid) وأتيول جاوند (Atul Gawande) وفولتير (Voltaire) وشكسبير (Shakespeare) وتورجينيف (Turgenev) وبويا (Poe) وروبرت فروست (Robert Frost) ويتس (Yeats) وناثينال هوثورن (Nathaniel Hawthorne) وآمي تان (Amy Tan) وجوليا ألفريز (Julia Alvarez)..